# Karl Schiske
Karl Schiske (Raab, 12 de fevereiro de 1916 - Viena, 16 de junho de 1969) foi um professor, compositor e maestro.
Foi aluno da Escola de Viena de Schönberg que se rege pela velha tradição do grande Modernismo Vienense.
Recebeu formação em piano com Roderich Bass e Júlio Varga, e em harmonia e contraponto com Ernst Kanitz. Depois de se formar em composição (1939) e piano (1940), na Academia de Música de Viena, prosseguiu a sua formação académica na Universidadede  Vienna (Ph.D., 1942, com a tese "Sobre o uso de dissonâncias em sinfonias A.Bruckner 's"). Schiske também estudou teoria musical, história da arte, filosofia e física na Universidade de Viena.
Em 1942, durante o serviço militar,  começou a compor.  Em  1945 atua como compositor free-lancer. Em 1950 Schiske é agraciado com o Prêmio de Música de Viena.  Em 1952 tornou-se professor de composição na Academia de Música de Viena, e lhe foi concedido o Prêmio do Estado Austríaco pelo seu oratório "On Death". Em 1954 Schiske é agraciado com o título honorífico "Professor" pelo Presidente Federal. Ele se casa com Berta Baumhackl, uma sobrinha-neta do famoso especialista em história e geografia local, Dr.Friedrich Baumhackl. Eles tiveram quatro filhos. Deu aulas de composição a Victorino d'Almeida, na Escola Superior de Música, uma das melhores academias do género. Em 1959 muda-se para Roma.  Em 1960 Schiske é premiado com o Prêmio Theodor Körner e a Cruz de Honra para a Ciência e Investigação.  Em 1960  é  jurado em vários congressos e competições.  Em  1962 é nomeado Professor extraordinário na Universidade.  Em 1966/67  torna-se "Visiting Professor" na Universidade da Califórnia, Campus Riverside, Los Angeles.
Em  1967 recebe o Prémio Nacional Austríaco de Música.  Em 1968  recebe a Concessão da Agulha de Ouro de Honra ao Méritos da República da Áustria.  Morreu em Viena, 16 de junhode 1969. Em 1970 a Baixa Áustria concede-lhe o "Landeskulturpreis" (Prêmio para a promoção da cultura na Baixa Áustria) postumamente. Um de seus alunos, Victorino d'Almeida comenta: “Ensinou o Maestro a fazer as coisas com substância, não ornamento, a seguir um método e a ser disciplinado, pois esta profissão exige o domínio da técnica. Esta fuga ao ornamento dava um novo tratamento à música, fazendo aparecer um novo estilo de compositores - música de vanguarda, revolucionária. Este austero mestre ensinava sobretudo a ouvir.” Recorda Victorino d'Almeida que: "... um dos espectáculos mais bonitos da minha vida foi ver Schiske a ouvir música: a concentração, a ligação inteligente entre a sensibilidade e os sons. Era a negação de todo o consumismo do ruído ou do som, a absorção de todas as ideias, o diálogo de uma pessoa com a música através da audição."